# بروميليا ملازمة
بروميليا ملازمة (الاسم العلمي: Bromelia epiphytica) هو نوع نباتي يتبع جنس البروميليا من فصيلة البروميلية.